# اندیس خاک صنعتی اسبیک و ولیجانلو
خاک صنعتی اسبیک و ولیجانلو یک اندیس غیرفلزی است که در حوالی شهر خیارج استان قزوین قرار دارد و مادهٔ معدنی موجود در آن، خاک صنعتی است.سنگ میزبان این اندیس توفها و ایگنمبریتهای اسیدی سازند کرج است و دیرینگی آن به دوران ائوسن می‌رسد. در این اندیس، پاراژنز‌های فلدسپات - کوارتز یافت می‌شوند.